# 9930 Billburrows

9930 Billburrows

9930 Billburrows eller 1984 CP är en asteroid i huvudbältet som upptäcktes den 5 februari 1984 av den amerikanske astronomen Edward L.G. Bowell vid Anderson Mesa Station. Den är uppkallad efter William E. Burrows.
Asteroiden har en diameter på ungefär 8 kilometer.